# セニ
セニ（クロアチア語: Senj,イタリア語: Segna,ドイツ語: Zengg,ハンガリー語: Zeng,ラテン語: Senia）はクロアチア、リカ＝セニ郡の都市及び基礎自治体で北アドリア海沿岸の都市では最も歴史が古い町である。カトリック教会のリエカ大司教管区下、ゴスピク・セニ（Gospic-Senj）教区に含まれる。セニでもっとも有名な記念物はセニ・ネハイ要塞（Senj Nehaj）である。現在ではアドリア沿岸の観光地となっている。

## 地勢
セニはクロアチアのアドリア海沿岸では最大の都市圏を構成するリエカからザダルの間に位置する。都市圏はセニも含まれ沿岸に沿って76kmに達し、カペラ山脈とヴェレビト山脈などの山地とアドリア海の間に構成されている。セニはアドリア海東部に位置し、地中海の国々や都市とつながりがある。道路は沿岸部の各地と通じておりヴィノドル峡谷や北側のリエカ、南側のザダルやスプリト、ダルマチアの他、標高700mのヴラトニク峠を越えた山側などとも連絡している。山越えの道はローマ時代にはすでにヨゼフィナ（Josephina）と呼ばれる街道の最初の区間は塩の運搬に使われていた他、中世には物資の輸送にとって重要であった。ケッペンの気候区分ではCsbに含まれる穏やかな地中海性気候で夏は爽やかで乾燥している。しかしながら、地理的な影響からとくに冬はアドリア海沿岸の他の地域同様に北東の強い風であるボーラが吹き付ける時がある。

## 歴史
セニでは既に先史時代より人が住み始めていたとされる。今日のセニはアッティエニティエ（Attienities）と呼ばれる集落で、紀元前4世紀に遡るギリシャの文書に言及されている。古代ローマはセニをイリュリア人と戦うために要塞として紀元前2世紀頃から利用し属州ダルマチアの町として繁栄した。アヴァールや現在のクロアチア人の祖先となるスラヴ人がやって来るのは7世紀のことである。
セニにカトリックの教区が設立されたのは1169年のことである。ハンガリー王ベーラ3世がテンプル騎士団にセニを与えたのは1184年のことで、1271年にはフランコパン家のクルク伯爵の所有となった。1248年にセニの司教にたいしローマ教皇インノケンティウス4世はグラゴル文字の使用と、クロアチア語による典礼を許した。グラゴル文字による活版印刷による印刷は1494年から行われ、インキュナブラであるグラゴリック・ミッサル（The Glagolic Missal）やスポヴィド・オプチェナ（Spovid općena）などが作られた。
1469年にセニではオスマン帝国とヴェネツィア共和国侵入から守るために軍事司令官が任命され、町は占領された近隣地域の多くの難民の避難場所となった。ネハイ要塞が町のそばのにネハイの丘に1558年完成した。今日、丘は町の境界となっている。オスマン帝国との戦争は17世紀に入っても続いた。当時はセニにはネハイ要塞に住む部族ウスコチ（uskoci）が居た。彼らは小規模な部隊で素早く舟を漕ぎゲリラ戦では効果的であったため、オスマンとの戦いでは重要であった。18世紀、ヨーゼフ2世に因んで名付けられた街道ヨゼフィナがセニを経由しアドリア海沿岸とカルロヴァツを結んで造られ繁栄がもたらされた。19世紀も後半になり1873年になると現在のリエカであるフィウーメとカルロヴァツの間に鉄道が敷設されたがセニを経由せずさらなる開発は妨げられた。

## 地区
Alan, Biljevine, Bunica, Crni Kal, Jablanac, Klada, Krasno, Krivi Put, Lukovo, Melnice, Mrzli Dol, Pijavica, Podbilo, Prizna, Senj, Senjska Draga, Starigrad, Stinica, Stolac, Sveta Jelena, Sveti Juraj, Velike Brisnice, Veljun Primorski, Volarice, Vrataruša, Vratnik i Vrzići

## 人口
2001年の国勢調査による人口は基礎自治体全体で人口は8,132人である。
- クロアチア人 7,869人 (96.77%)
- アルバニア人 155人 (1.91%)
- その他 108人 (2.32%)

## 姉妹都市
- ケーセグ、ハンガリー
- ヴラティモフ、チェコ
- ビエルン、ポーランド
- ソルビエルス、フランス
- セネツ、スロバキア
- パルンドルフ、オーストリア
- ヴルボヴェツ、クロアチア

## ギャラリー

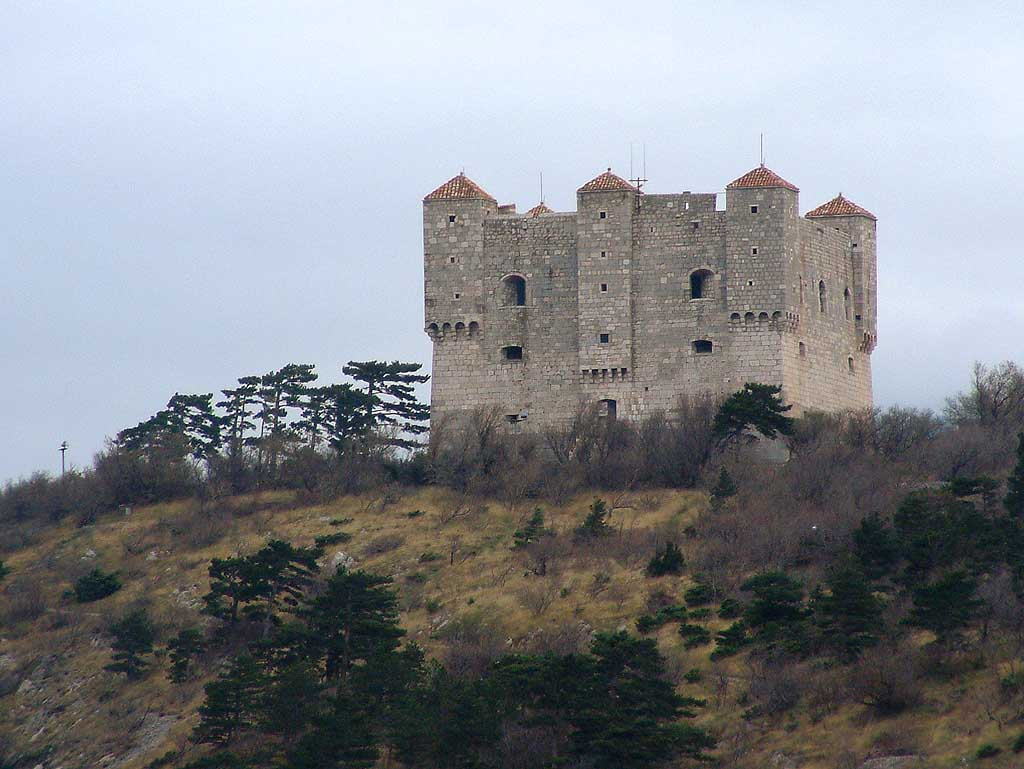
ネハイ要塞
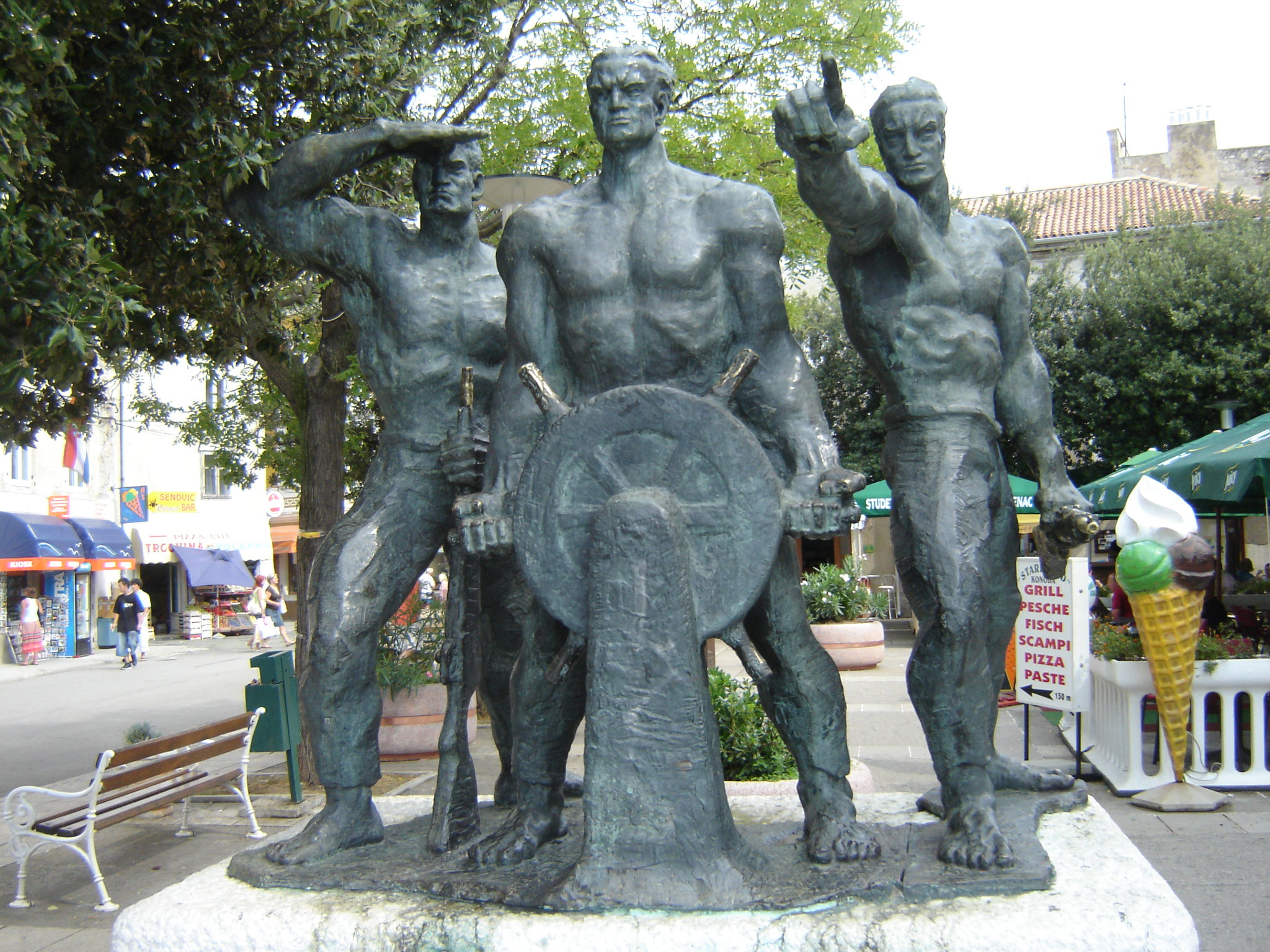
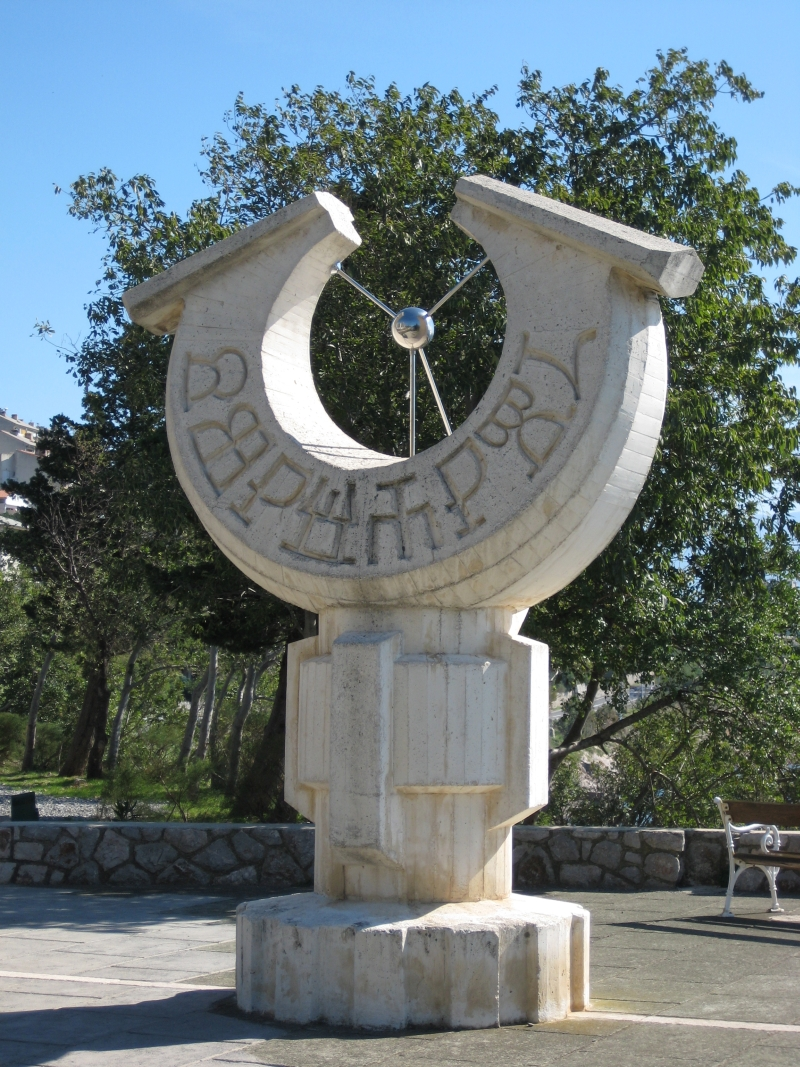